# Benzazepin
Benzazepin je heterocyklická sloučenina obsahující benzenový kruh napojený na azepinový. Jako benzazepiny se označují také deriváty této sloučeniny, například:

Benazepril